# 81 Terpsichore
Terpsichore /tɜːrpˈsɪxərɛ/ (định danh hành tinh vi hình: 81 Terpsichore) là một tiểu hành tinh lớn và rất tối ở vành đai chính. Phần lớn thành phần cấu tạo của nó dường như là cacbonat nguyên thủy. Tiểu hành tinh này do Ernst Tempel - người phát hiện rất nhiều sao chổi - phát hiện ngày 30 tháng 9 năm 1864, và được đặt theo tên Terpsichore, nữ thần Muse bảo trợ nghệ thuật nhảy múa trong thần thoại Hy Lạp.